# خط طول 158° شرق
خط طول 158° شرق هو أحد خطوط الطول الجغرافية، والتي تمتد من القطب الشمالي الجغرافي إلى القطب الجنوبي الجغرافي، وحسب التحويل الزمني يتقدم خط طول 158° شرق عن خط غرينتش بـ10 ساعة و32 دقيقة.

## من القطب إلى القطب
ينطلق خط طول 158° شرق من القطب الشمالي نحو القطب الجنوبي مرورا بالمناطق التي ترد في الجدول التالي:
| الإحداثيات                           | البلد أو الإقليم أو البحر | ملاحظات |
| ------------------------------------ | ------------------------- | --- |
| 90°0′N 158°0′E / 90.000°N 158.000°E  | المحيط المتجمد الشمالي    | |
| 76°49′N 158°0′E / 76.817°N 158.000°E | روسيا                     | ياقوتيا — Jeannette Island |
| 76°46′N 158°0′E / 76.767°N 158.000°E | بحر سيبيريا الشرقي        | |
| 71°1′N 158°0′E / 71.017°N 158.000°E  | روسيا                     | ياقوتيا أوكروغ تشوكوتكا الذاتية — من 67°43′N 158°0′E / 67.717°N 158.000°E Sakha Republic — من 67°15′N 158°0′E / 67.250°N 158.000°E ماغادان أوبلاست — من 66°7′N 158°0′E / 66.117°N 158.000°E |
| 61°44′N 158°0′E / 61.733°N 158.000°E | بحر أوخوتسك               | خليج شيليخوف [لغات أخرى]‏ |
| 57°59′N 158°0′E / 57.983°N 158.000°E | روسيا                     | كراي كامشاتكا — شبه جزيرة كامشاتكا |
| 51°44′N 158°0′E / 51.733°N 158.000°E | المحيط الهادئ             | |
| 6°49′N 158°0′E / 6.817°N 158.000°E   | ولايات ميكرونيسيا المتحدة | Ant Atoll — just غربي جزيرة بونبي |
| 6°45′N 158°0′E / 6.750°N 158.000°E   | المحيط الهادئ             | Passing between the جزر Sikopo و Kerehikapa, جزر سليمان (في 7°26′S 158°0′E / 7.433°S 158.000°E)                                                                                             |
| 7°27′S 158°0′E / 7.450°S 158.000°E   | New Georgia Sound         | |
| 8°30′S 158°0′E / 8.500°S 158.000°E   | جزر سليمان                | جزر Marovo و Vangunu |
| 8°46′S 158°0′E / 8.767°S 158.000°E   | بحر سليمان                | |
| 11°49′S 158°0′E / 11.817°S 158.000°E | بحر المرجان               | مرورا بغرب the Chesterfield Islands, كاليدونيا الجديدة (في 19°37′S 158°11′E / 19.617°S 158.183°E)                                                                                           |
| 29°56′S 158°0′E / 29.933°S 158.000°E | المحيط الهادئ             | |
| 60°0′S 158°0′E / 60.000°S 158.000°E  | المحيط الجنوبي            | |
| 69°14′S 158°0′E / 69.233°S 158.000°E | القارة القطبية الجنوبية   | الإقليم الأسترالي في القارة القطبية الجنوبية, المطالب الإقليمية بالقارة القطبية الجنوبية by أستراليا                                                                                        |